# Drip Drop
Chansons représentant l'Azerbaïdjan au Concours Eurovision de la chanson
Always
(2009) Running Scared
(2011)
Drip Drop est une chanson de Safura qui a représenté l'Azerbaïdjan au Concours Eurovision de la chanson 2010 à Oslo. Cette chanson a été écrite et composée par Stefan Örn et Anders Bagge.

## Classement
| Classement (2010)                      | Meilleure position |
| -------------------------------------- | ------------------ |
| Allemagne (Media Control AG)           | 26                 |
| Autriche (Ö3 Austria Top 40)           | 41                 |
| Belgique (Flandre Ultratop 50 Singles) | 38                 |
| Norvège (VG-lista)                     | 15                 |
| Slovaquie (IFPI Rádio)                 | 46                 |
| Suède (Sverigetopplistan)              | 40                 |
| Suisse (Schweizer Hitparade)           | 22                 |
| UK Singles Chart                       | 181                |